# 현대 i40
현대 i40(Hyundai i40)는 쏘나타(YF)를 바탕으로 만들어진 현대자동차의 고급 중형차다. 차명인 i40의 i는 영감(inspiring), 기술(intelligence), 혁신(innovation)에서 따왔으며, i40의 숫자 40는 유럽에서 D 세그먼트를 의미한다. i40는 2011년 1세대 출시 이후 2015년과 2018년 두 번의 부분변경을 거치며 상품성을 개선하였다.

## 1세대(VF)

### i40(2011년9월~2015년1월)

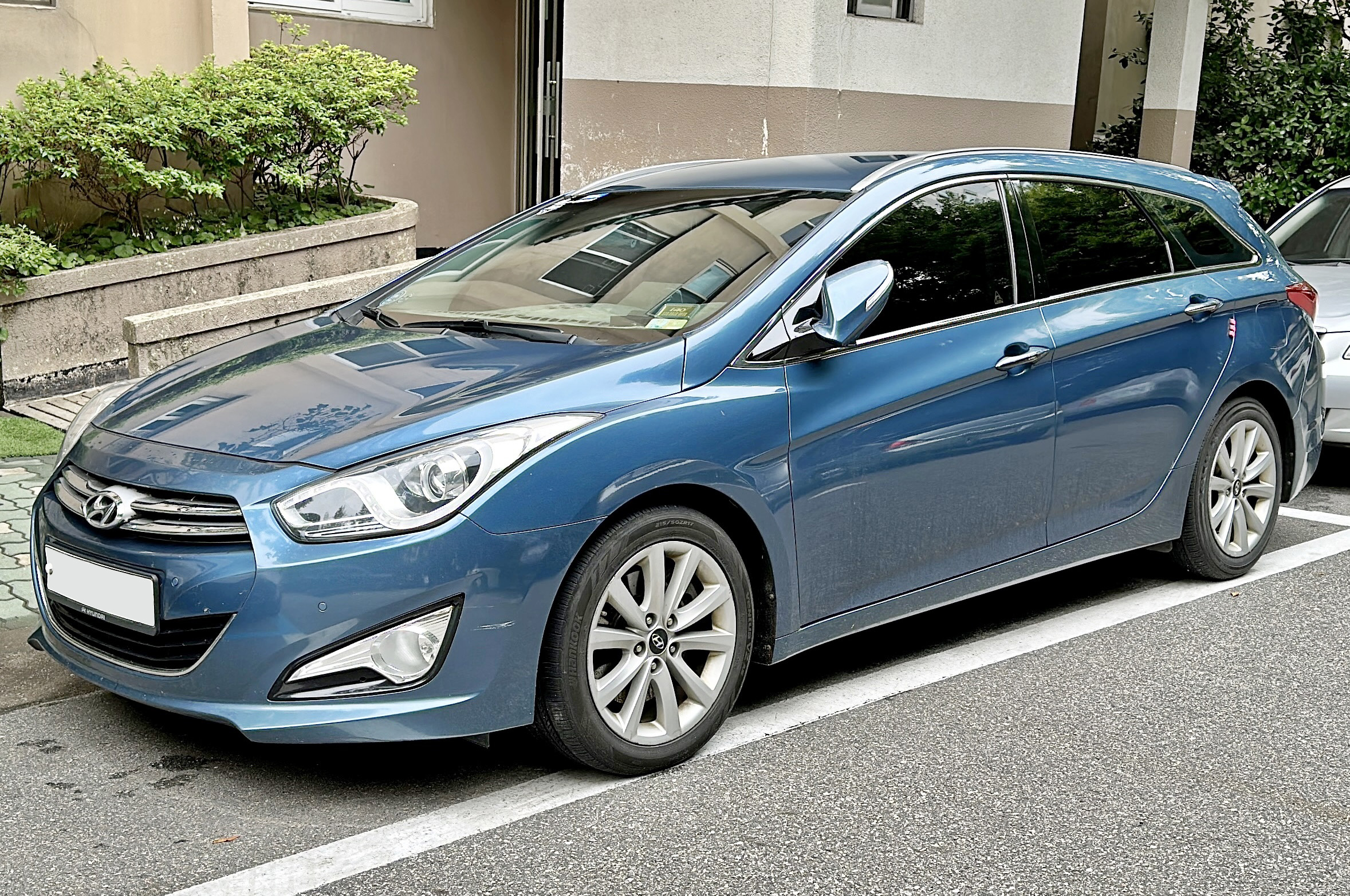
현대 i40 (왜건) 정측면

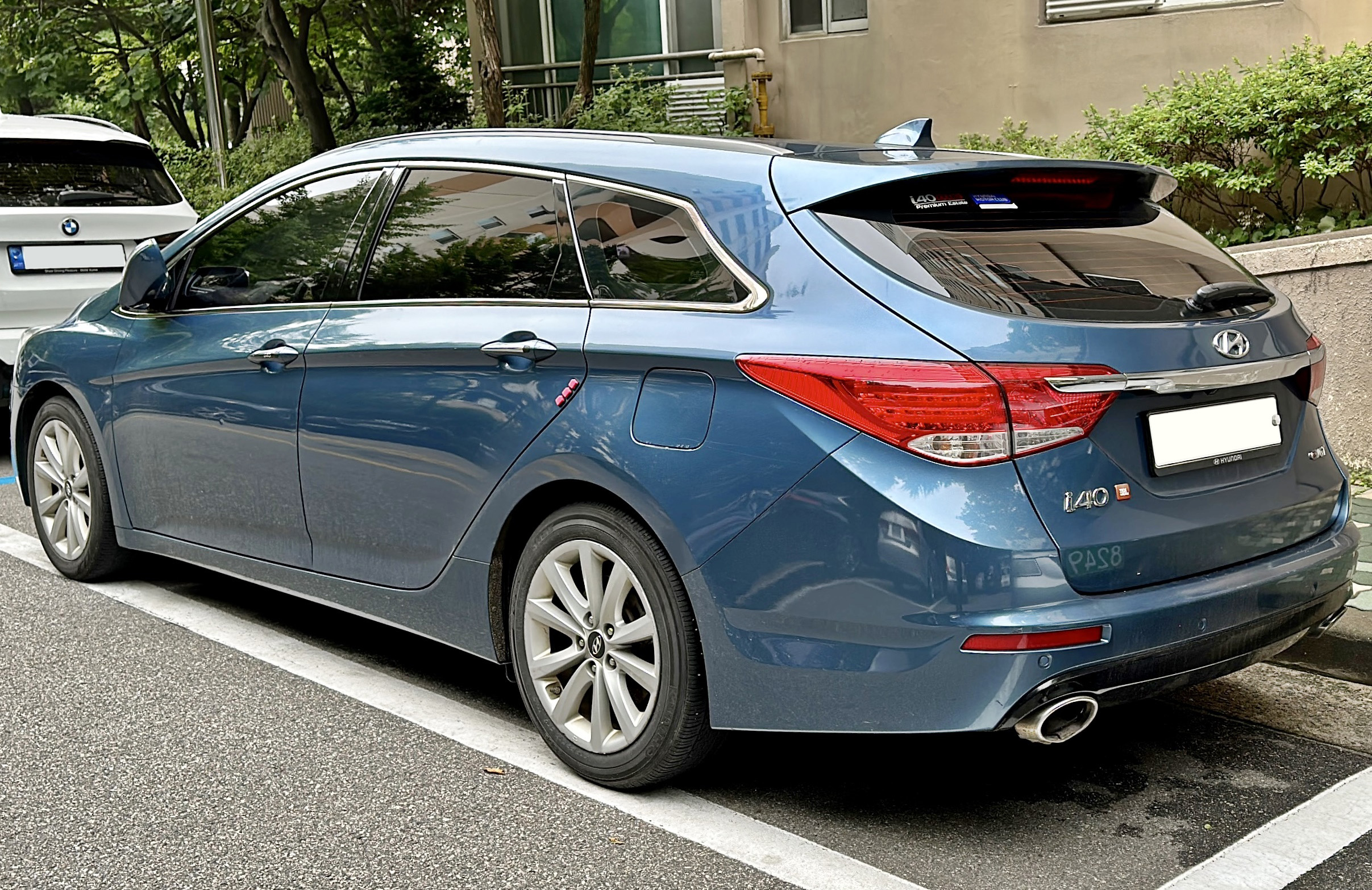
현대 i40 (왜건) 후측면

대한민국에서는 2011년 9월 1일에 스테이션 왜건이 먼저 출시되었다. 2011년 2월에 스테이션 왜건의 랜더링과 인테리어가 공개되었고, 뒤이어 같은 해 3월에 개최된 제네바 모터쇼에 출품되기에 앞서 익스테리어가 공개되었으며, 5월에는 세단이 공개되었다. 수동변속기는 해외 시장에서만 적용되고, 내수 시장인 대한민국에서는 수동변속기의 수요가 적다보니 자동변속기만 적용된다. 운전석 무릎 에어백을 포함한 7 에어백, 전동식 테일 게이트, 전자식 주차 브레이크, 전ㆍ후방 주차 보조 시스템, 와이드 파노라마 선루프 등이 적용되어 한층 더 높은 안전성과 편리성에 기여했다. 차체 기술 관련 세계적 전문가 550여 명이 참여한 유럽 올해의 차체 기술상(유로 카 바디 어워드)평가에서 1위에 선정되었다. 2012년 1월 17일에는 세단인 i40 살룬이 추가되었다. 또한 i40 살룬의 출시와 더불어 i40에도 2.0ℓ 가솔린 스마트 사양과 1.7ℓ 디젤 프리미엄 사양이 추가되어 선택의 폭을 넓혔다. 현대자동차의 커뮤니케이션 브랜드인 PYL이 프리미엄 유스 랩(Premium Youth Lab)에서 프리미엄 유니크 라이프 스타일(Premium Younique Lifestyle)로 의미가 변경됨과 동시에 i30과 벨로스터에 이어 PYL에 편입됨에 따라 특화된 서비스를 받을 수 있게 되었다. 2013년 11월 5일에는 2열 사이드 에어백, 통합 주행 모드 시스템, 컨버세이션 미러 등이 더해진 2014년형이 선보였다. 2014년형 스테이션 왜건은 스마트 키를 가진 채 뒤에 3초 동안 있으면 테일 게이트가 자동으로 열리는 스마트 테일 게이트 시스템과 버튼 하나로 2열 시트를 접을 수 있는 리모트 시트 폴딩 시스템이 추가되어 편의성을 높였다.

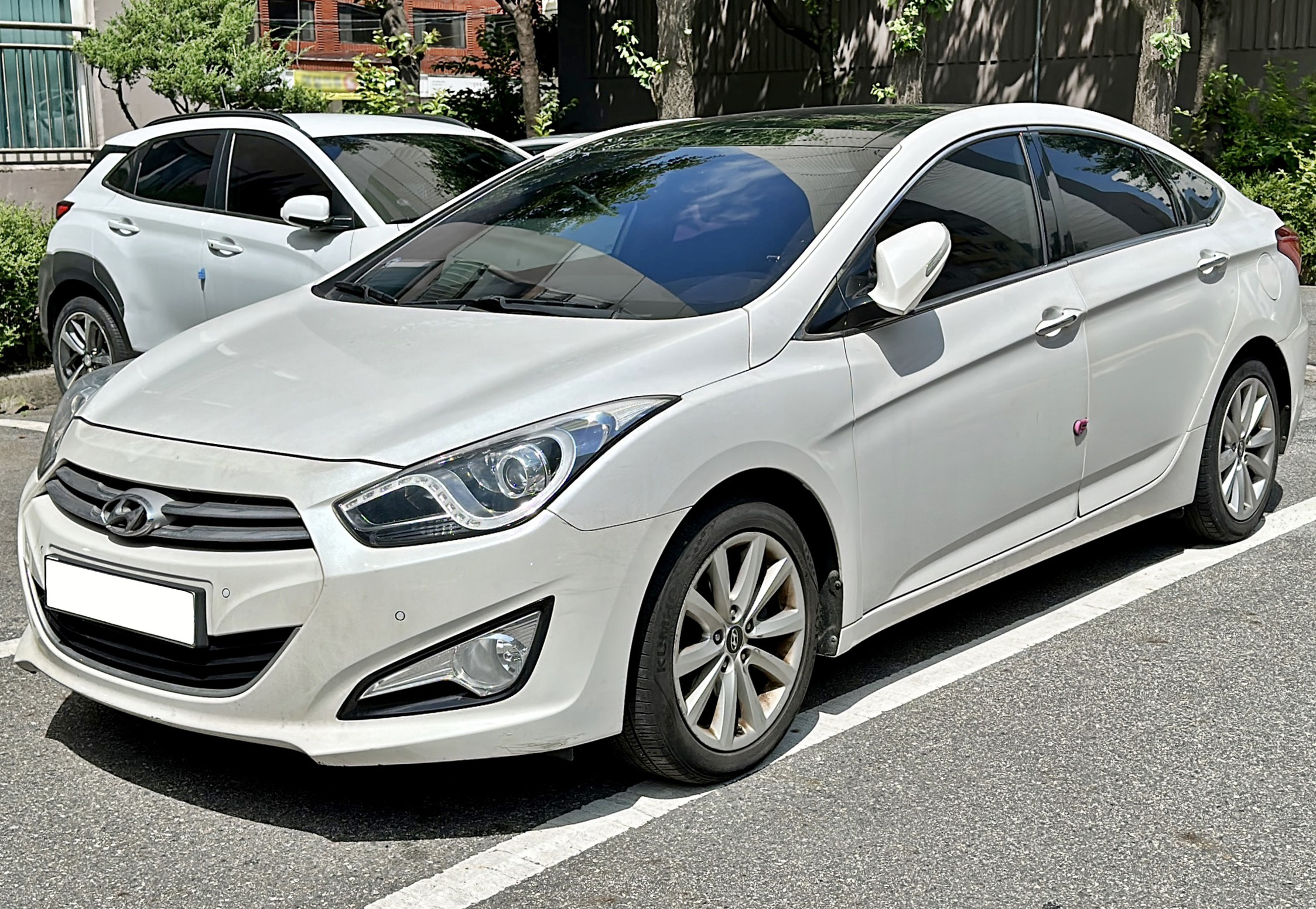
현대 i40 (살룬) 전측면
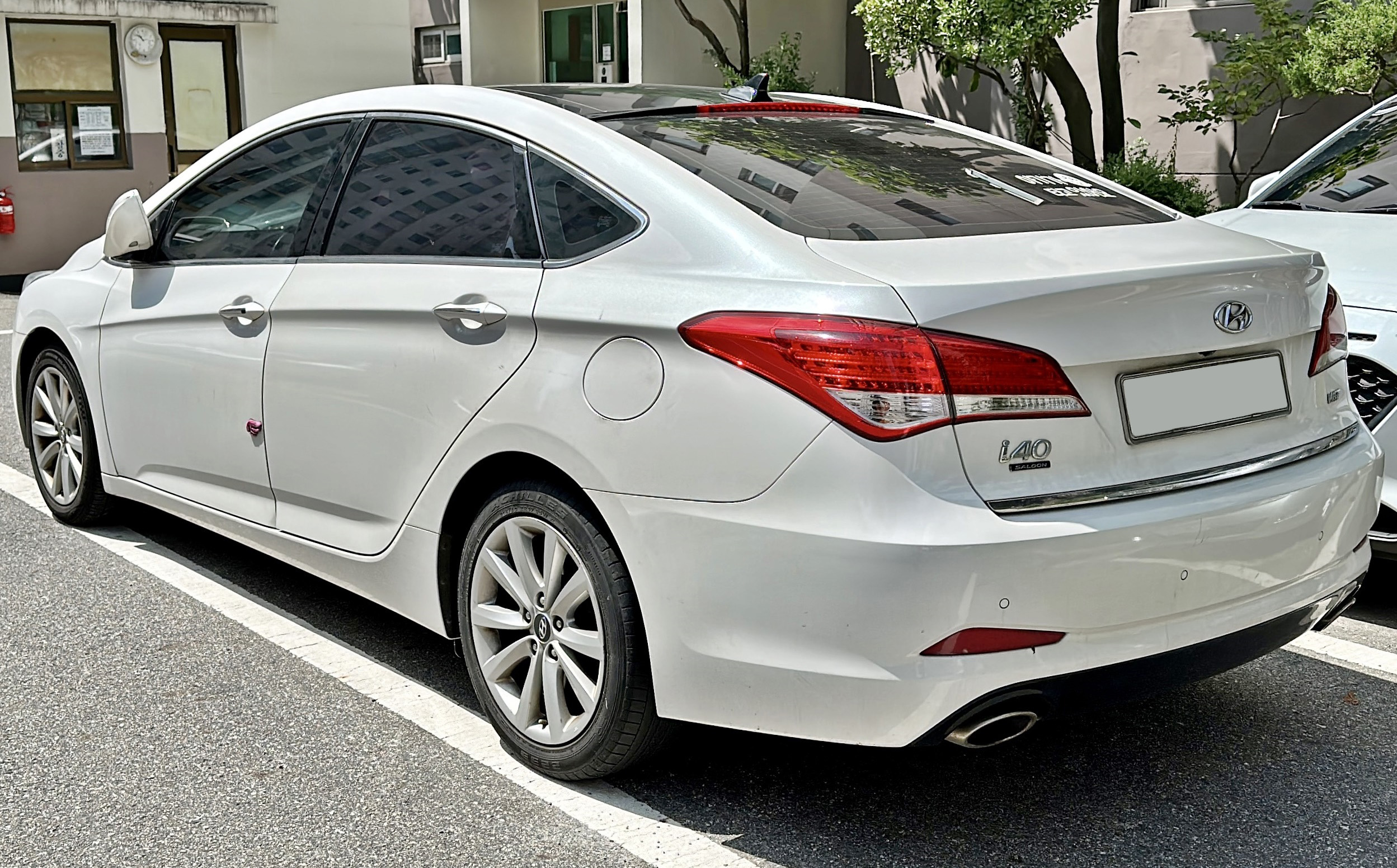
현대 i40 (살룬) 후측면
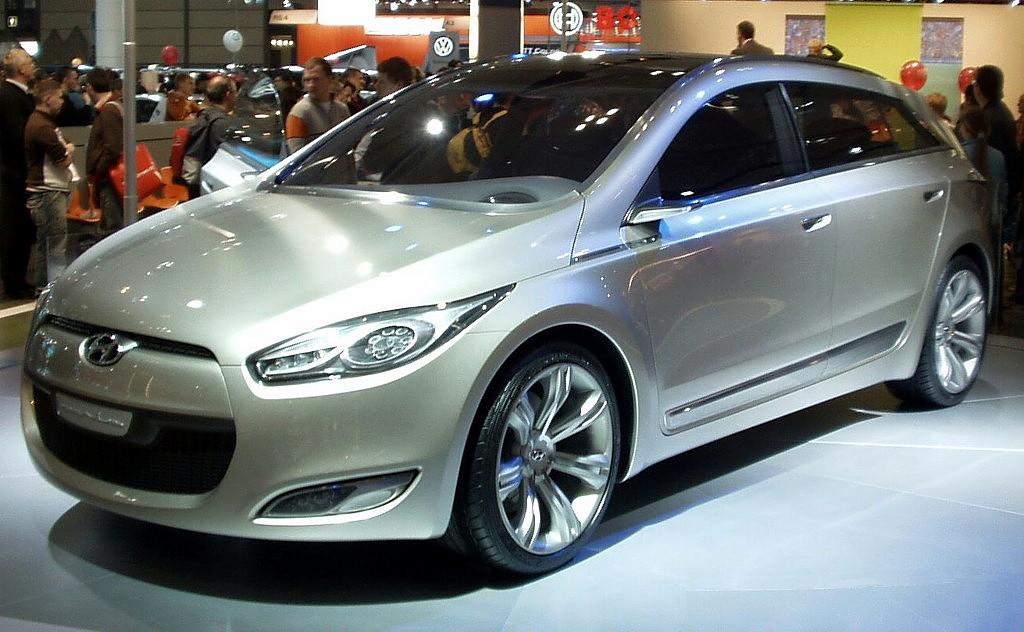
현대 HED-2 정측면
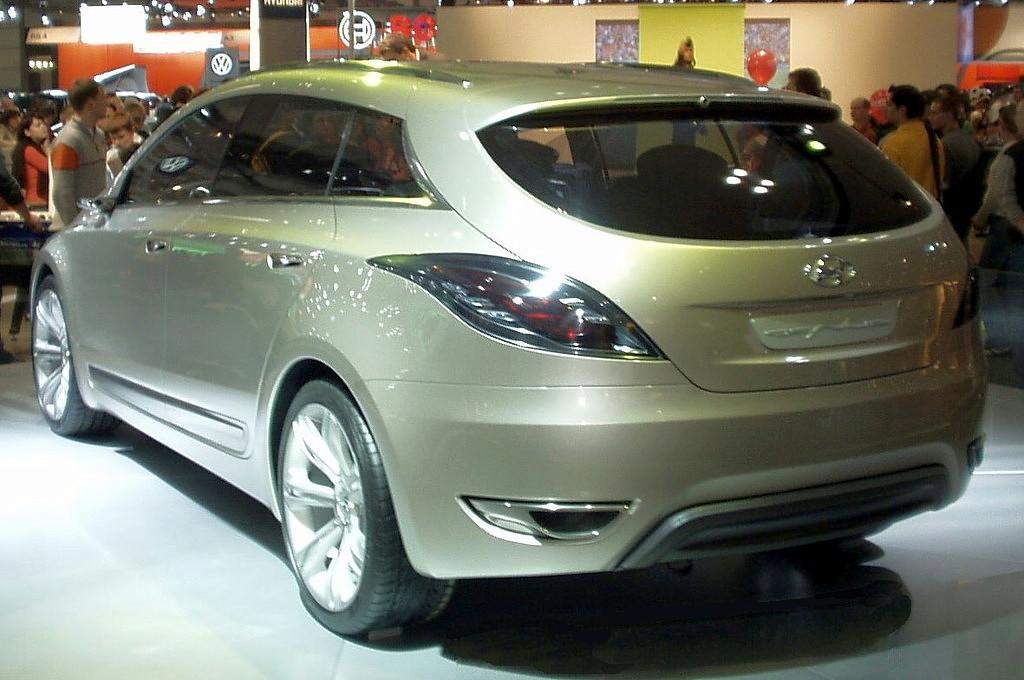
현대 HED-2 후측면

| 전장 (mm)            | 4,740(i40 살룬) 4,815(i40)                       | 4,740(i40 살룬) 4,815(i40)                         |                           |                           |                           |                           |
| 전폭 (mm)            | 1,815                                            | 1,815                                              | 1,815                     | 1,815                     | 1,815                     | 1,815                     |
| 전고 (mm)            | 1,470                                            | 1,470                                              | 1,470                     | 1,470                     | 1,470                     | 1,470                     |
| 축거 (mm)            | 2,770                                            | 2,770                                              | 2,770                     | 2,770                     | 2,770                     | 2,770                     |
| 윤거 (전, mm)        | 1,591(R16) 1,579(R17/R18)                        | 1,591(R16) 1,579(R17/R18)                          | 1,591(R16) 1,579(R17/R18) | 1,591(R16) 1,579(R17/R18) | 1,591(R16) 1,579(R17/R18) | 1,591(R16) 1,579(R17/R18) |
| 윤거 (후, mm)        | 1,597(R16) 1,585(R17/R18)                        | 1,597(R16) 1,585(R17/R18)                          | 1,597(R16) 1,585(R17/R18) | 1,597(R16) 1,585(R17/R18) | 1,597(R16) 1,585(R17/R18) | 1,597(R16) 1,585(R17/R18) |
| 승차 정원            | 5명                                              | 5명                                                | 5명                       | 5명                       | 5명                       | 5명                       |
| 변속기               | 자동 6단                                         | 자동 6단                                           |                           |                           |                           |                           |
| 서스펜션 (전/후)     | 맥퍼슨 스트럿/멀티 링크                          | 맥퍼슨 스트럿/멀티 링크                            | 맥퍼슨 스트럿/멀티 링크   | 맥퍼슨 스트럿/멀티 링크   | 맥퍼슨 스트럿/멀티 링크   | 맥퍼슨 스트럿/멀티 링크   |
| 구동 형식            | 전륜 구동                                        | 전륜 구동                                          | 전륜 구동                 | 전륜 구동                 | 전륜 구동                 | 전륜 구동                 |
| 엔진 형식            | D4FD                                             | G4NC                                               |                           |                           |                           |                           |
| 연료                 | 디젤                                             | 가솔린                                             |                           |                           |                           |                           |
| 배기량 (cc)          | 1,685                                            | 1,999                                              |                           |                           |                           |                           |
| 최고 출력 (ps/rpm)   | 140/4,000                                        | 178/6,500                                          |                           |                           |                           |                           |
| 최대 토크 (kg*m/rpm) | 33.0/2,000~2,500                                 | 21.6/4,700                                         |                           |                           |                           |                           |
| 연료 탱크 용량 (ℓ)   | 70                                               | 70                                                 |                           |                           |                           |                           |
| 요소수 탱크 용량 (ℓ) | -                                                | -                                                  |                           |                           |                           |                           |
| 공차 중량 (kg)       | 1,530/ 1,515                                     | 1,475/ 1,455                                       |                           |                           |                           |                           |
| 연비 (km/ℓ)          | 18.0 (이후 도심 13.1/고속 18.5/복합 15.1로 변경) | 13.1 (이후 도심 10.0/고속 14.3/복합 11.6으로 변경) |                           |                           |                           |                           |
| Co2 배출량 (g/km)    | 149 (이후 130으로 변경)                          | 179 (이후 151로 변경)                              |                           |                           |                           |                           |

#### 라인업
| i40(스테이션 왜건) 1.7 U Ⅱ VGT                                                  | i40 살룬(세단) 1.7 U Ⅱ VGT | i40(스테이션 왜건) 2.0 누우 GDI | i40 살룬(세단) 2.0 누우 GDI |
| ------------------------------------------------------------------------------- | -------------------------- | ------------------------------- | --------------------------- |
| 스마트(이후 유니크로 대체) 모던(이후 PYL로 대체) 프리미엄(이후 D 스펙으로 대체) |                            |                                 |                             |

### 더 뉴 i40(2015년1월~2018년6월)

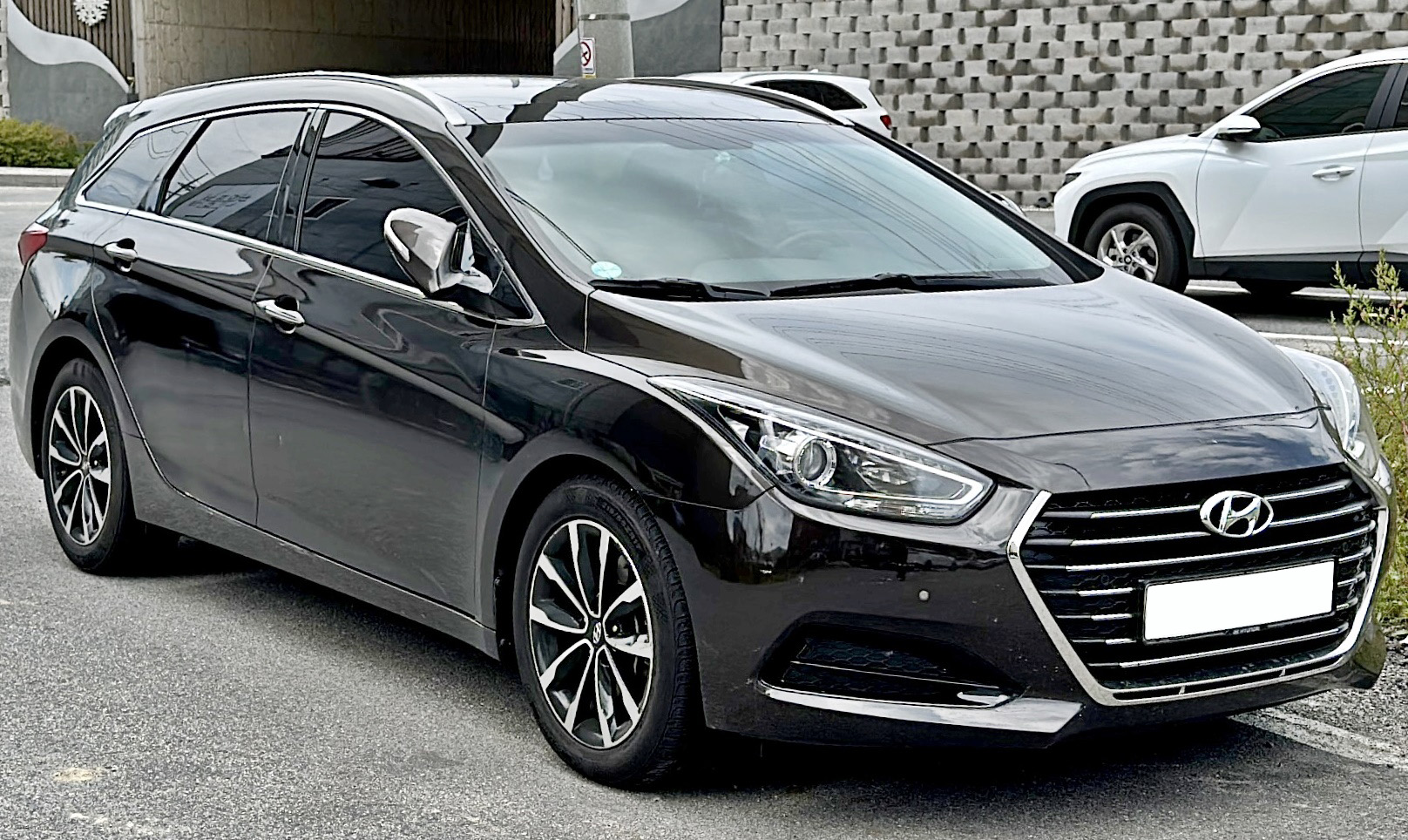
현대 더 뉴 i40 (왜건) 정측면

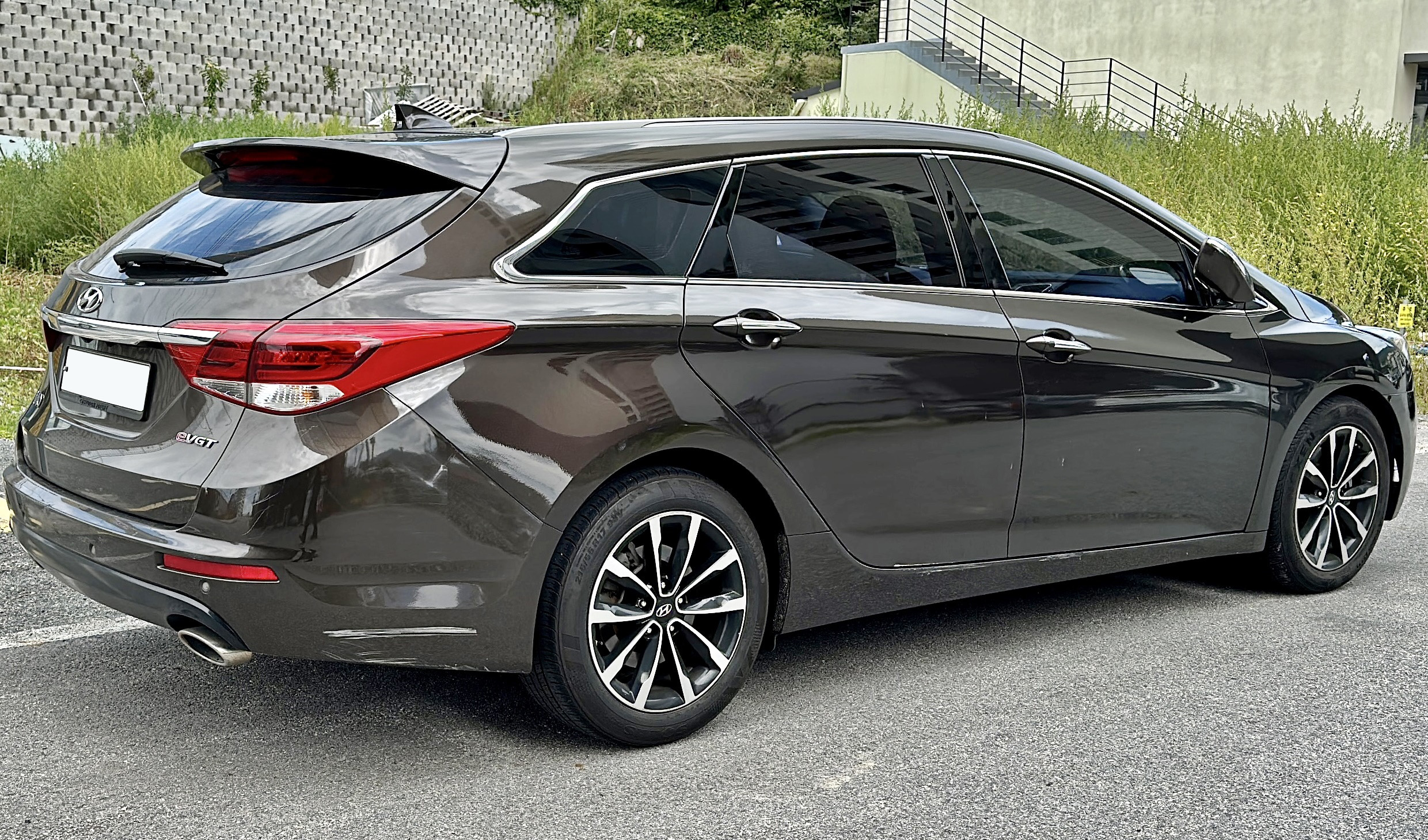
현대 더 뉴 i40 (왜건) 후측면

2015년 1월 26일부터 판매가 시작된 더 뉴 i40는 이어 모델을 통해 싱글 프레임 라디에이터 그릴과 신규 디자인의 LED 리어 램프가 적용되었다. 1.7ℓ U Ⅱ 디젤 엔진은 유로 6 배기 가스 규제를 충족시킴과 동시에 성능이 향상되었고, 여기에 7단 듀얼 클러치 자동변속기가 새롭게 조합되었다. 2017년 4월 27일에 선보인 2017년형은 가격을 인하하였고, 천연 가죽 시트와 17인치 알루미늄 휠을 기본 트림인 스마트에서 선택할 수 있도록 하였다.

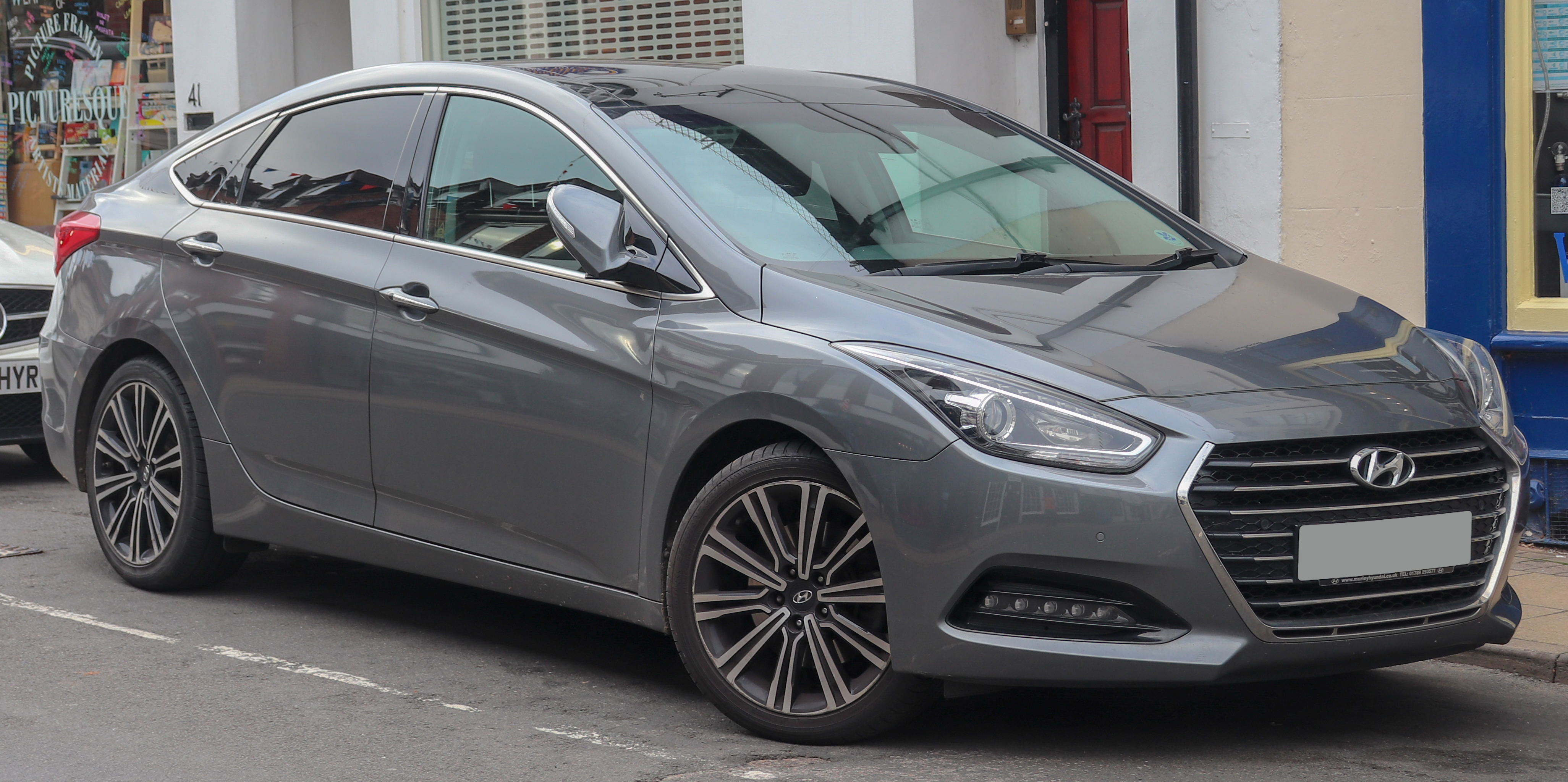
현대 더 뉴 i40 (살룬) 정측면
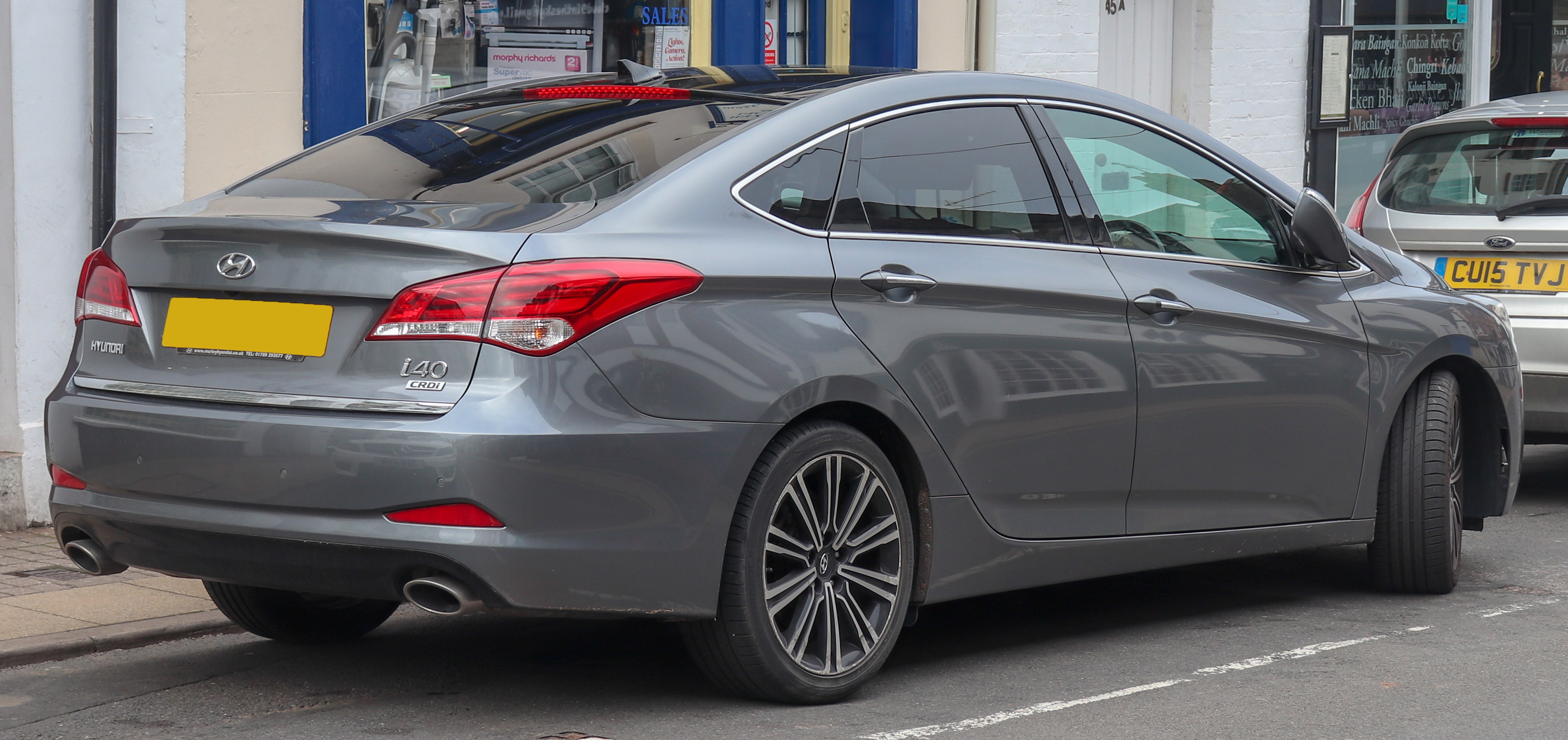
현대 더 뉴 i40 (살룬) 후측면

| 전장 (mm)            | 4,820                                                                     | 4,745                                                                     | 4,820                                                                     | 4,745                                                                     |                           |                           |
| 전폭 (mm)            | 1,815                                                                     | 1,815                                                                     | 1,815                                                                     | 1,815                                                                     | 1,815                     | 1,815                     |
| 전고 (mm)            | 1,470                                                                     | 1,470                                                                     | 1,470                                                                     | 1,470                                                                     | 1,470                     | 1,470                     |
| 축거 (mm)            | 2,770                                                                     | 2,770                                                                     | 2,770                                                                     | 2,770                                                                     | 2,770                     | 2,770                     |
| 윤거 (전, mm)        | 1,591(R16) 1,579(R17/R18)                                                 | 1,591(R16) 1,579(R17/R18)                                                 | 1,591(R16) 1,579(R17/R18)                                                 | 1,591(R16) 1,579(R17/R18)                                                 | 1,591(R16) 1,579(R17/R18) | 1,591(R16) 1,579(R17/R18) |
| 윤거 (후, mm)        | 1,597(R16) 1,585(R17/R18)                                                 | 1,597(R16) 1,585(R17/R18)                                                 | 1,597(R16) 1,585(R17/R18)                                                 | 1,597(R16) 1,585(R17/R18)                                                 | 1,597(R16) 1,585(R17/R18) | 1,597(R16) 1,585(R17/R18) |
| 승차 정원            | 5명                                                                       | 5명                                                                       | 5명                                                                       | 5명                                                                       | 5명                       | 5명                       |
| 변속기               | 듀얼 클러치 자동 7단                                                      | 듀얼 클러치 자동 7단                                                      | 자동 6단                                                                  | 자동 6단                                                                  |                           |                           |
| 서스펜션 (전/후)     | 맥퍼슨 스트럿/멀티 링크                                                   | 맥퍼슨 스트럿/멀티 링크                                                   | 맥퍼슨 스트럿/멀티 링크                                                   | 맥퍼슨 스트럿/멀티 링크                                                   | 맥퍼슨 스트럿/멀티 링크   | 맥퍼슨 스트럿/멀티 링크   |
| 구동 형식            | 전륜 구동                                                                 | 전륜 구동                                                                 | 전륜 구동                                                                 | 전륜 구동                                                                 | 전륜 구동                 | 전륜 구동                 |
| 엔진 형식            | D4FD                                                                      | D4FD                                                                      | G4NC                                                                      | G4NC                                                                      |                           |                           |
| 연료                 | 디젤                                                                      | 디젤                                                                      | 가솔린                                                                    | 가솔린                                                                    |                           |                           |
| 배기량 (cc)          | 1,685                                                                     | 1,685                                                                     | 1,999                                                                     | 1,999                                                                     |                           |                           |
| 최고 출력 (ps/rpm)   | 141/4,000                                                                 | 141/4,000                                                                 | 166/6,200                                                                 | 166/6,200                                                                 |                           |                           |
| 최대 토크 (kg*m/rpm) | 34.7/1,750~2,500                                                          | 34.7/1,750~2,500                                                          | 20.9/4,000                                                                | 20.9/4,000                                                                |                           |                           |
| 연료 탱크 용량 (ℓ)   | 70                                                                        | 70                                                                        | 70                                                                        | 70                                                                        |                           |                           |
| 요소수 탱크 용량 (ℓ) | -                                                                         | -                                                                         | -                                                                         | -                                                                         |                           |                           |
| 공차 중량 (kg)       | 1,575(R16)/ 1,590(R17/18)                                                 | 1,540(R16)/ 1,555(R17/18)                                                 | 1,505(R16)/ 1,520(R17/18)                                                 | 1,470(R16)/ 1,485(R17/18)                                                 |                           |                           |
| 연비 (km/ℓ)          | 도심 14.9/고속 17.6/복합 16.0(R16)/ 도심 14.5/고속 17.0/복합 15.5(R17/18) | 도심 15.3/고속 18.8/복합 16.7(R16)/ 도심 14.9/고속 17.9/복합 16.2(R17/18) | 도심 10.1/고속 13.8/복합 11.5(R16)/ 도심 10.1/고속 13.6/복합 11.4(R17/18) | 도심 10.4/고속 14.5/복합 11.9(R16)/ 도심 10.0/고속 13.8/복합 11.4(R17/18) |                           |                           |
| Co2 배출량 (g/km)    | 122(R16)/ 125(R17/18)                                                     | 116(R16)/ 120(R17/18)                                                     | 153(R16)/ 154(R17/18)                                                     | 147(R16)/ 154(R17/18)                                                     |                           |                           |

#### 라인업
| 더 뉴 i40(스테이션 왜건) 1.7 U Ⅱ VGT                          | 더 뉴 i40 살룬(세단) 1.7 U Ⅱ VGT | 더 뉴 i40(스테이션 왜건) 2.0 누우 GDI | 더 뉴 i40 살룬(세단) 2.0 누우 GDI |
| ------------------------------------------------------------- | -------------------------------- | ------------------------------------- | --------------------------------- |
| 유니크(이후 스마트로 대체) PYL(이후 프리미엄으로 대체) D 스펙 |                                  |                                       |                                   |

### 2018 i40 (2018년6월~2020년1월)

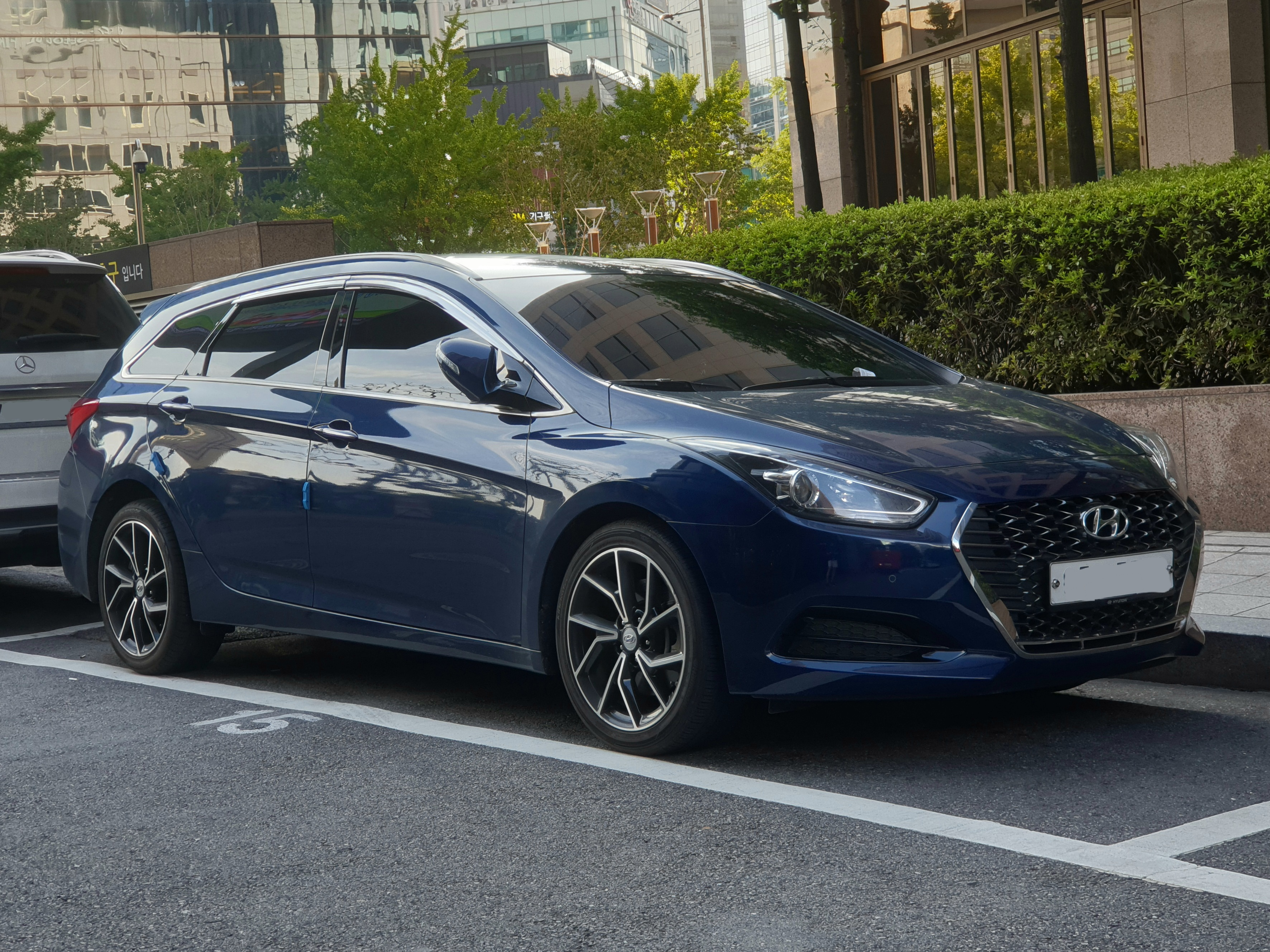
현대 더 뉴 i40 (왜건, 2018년형) 정측면

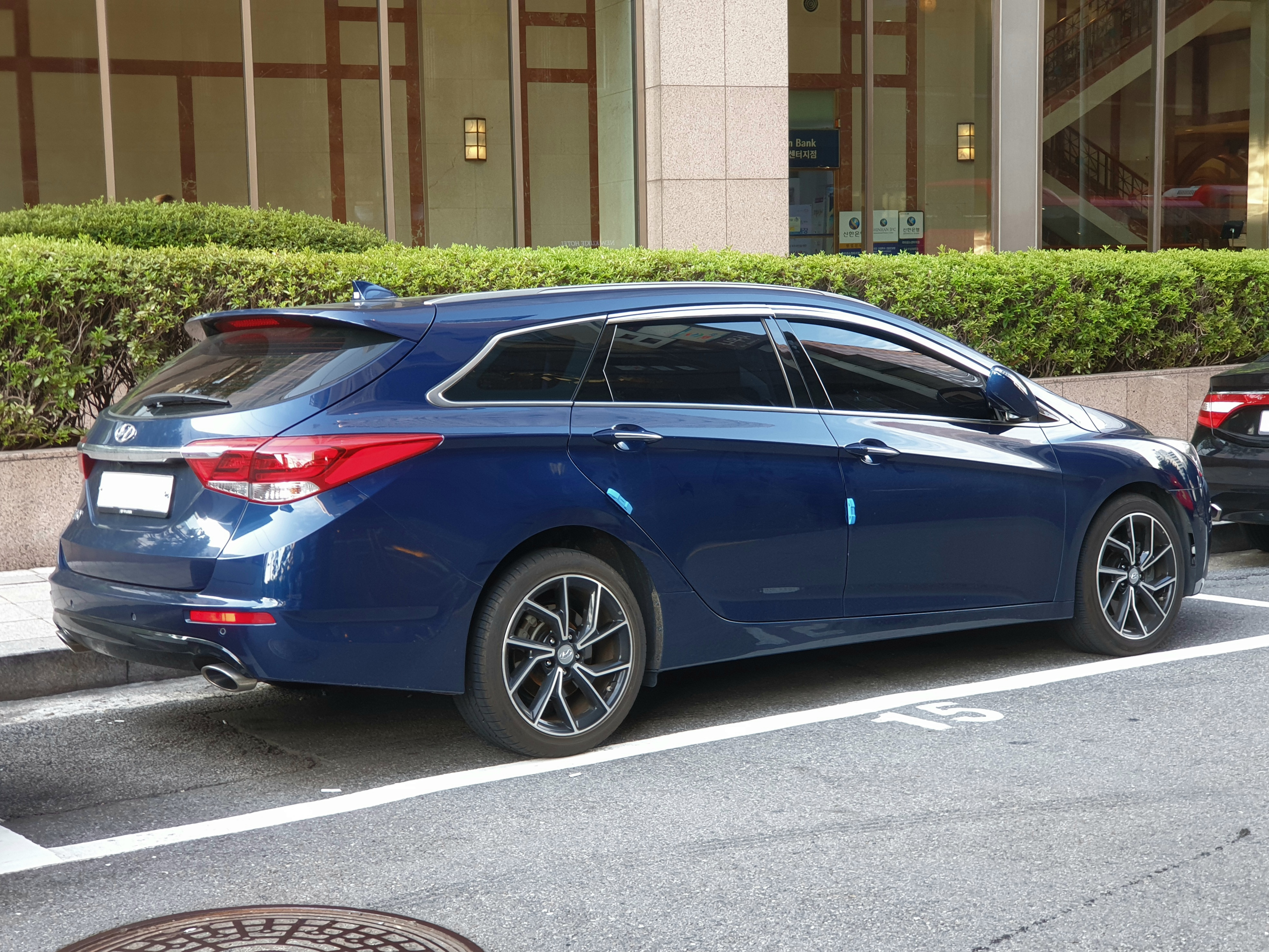
현대 더 뉴 i40 (왜건, 2018년형) 후측면

2018년 6월 1일에 내/외장 디자인 개선, 현대 스마트 센스 기본 적용(전방 충돌방지 보조, 차로 이탈방지 보조, 하이빔 보조), 편의성 강화로 상품성을 높인 2018 i40를 출시하였다. 여담으로 대한민국에선 1.7 디젤 모델은 단종됐으며 최근의 현대자동차그룹 추세에 따라서 CDP가 삭제되었다.
하지만 호주시장에서는 쏘나타의 단점을 개선하였음에도 경제성과 기동성의 문제로 인하여 인기를 끌지 못하고 결국 2019년 3월에 수입 중단되고 재고가 소진되어 단종되었다.
2019년 5월 내수용 모델이 재고가 소진되어 단종되었고, 2020년 1월에는 유럽에서도 단종되었다.

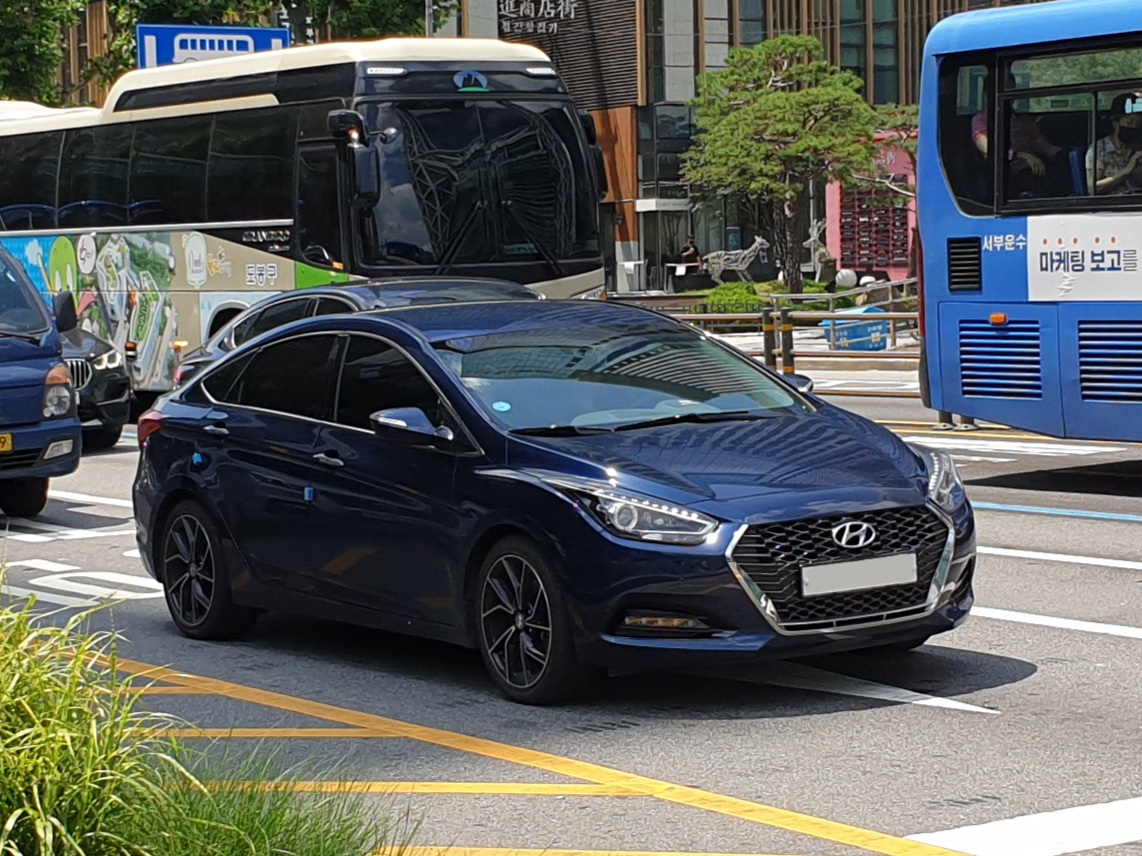
현대 더 뉴 i40 (살룬, 2018년형) 정측면
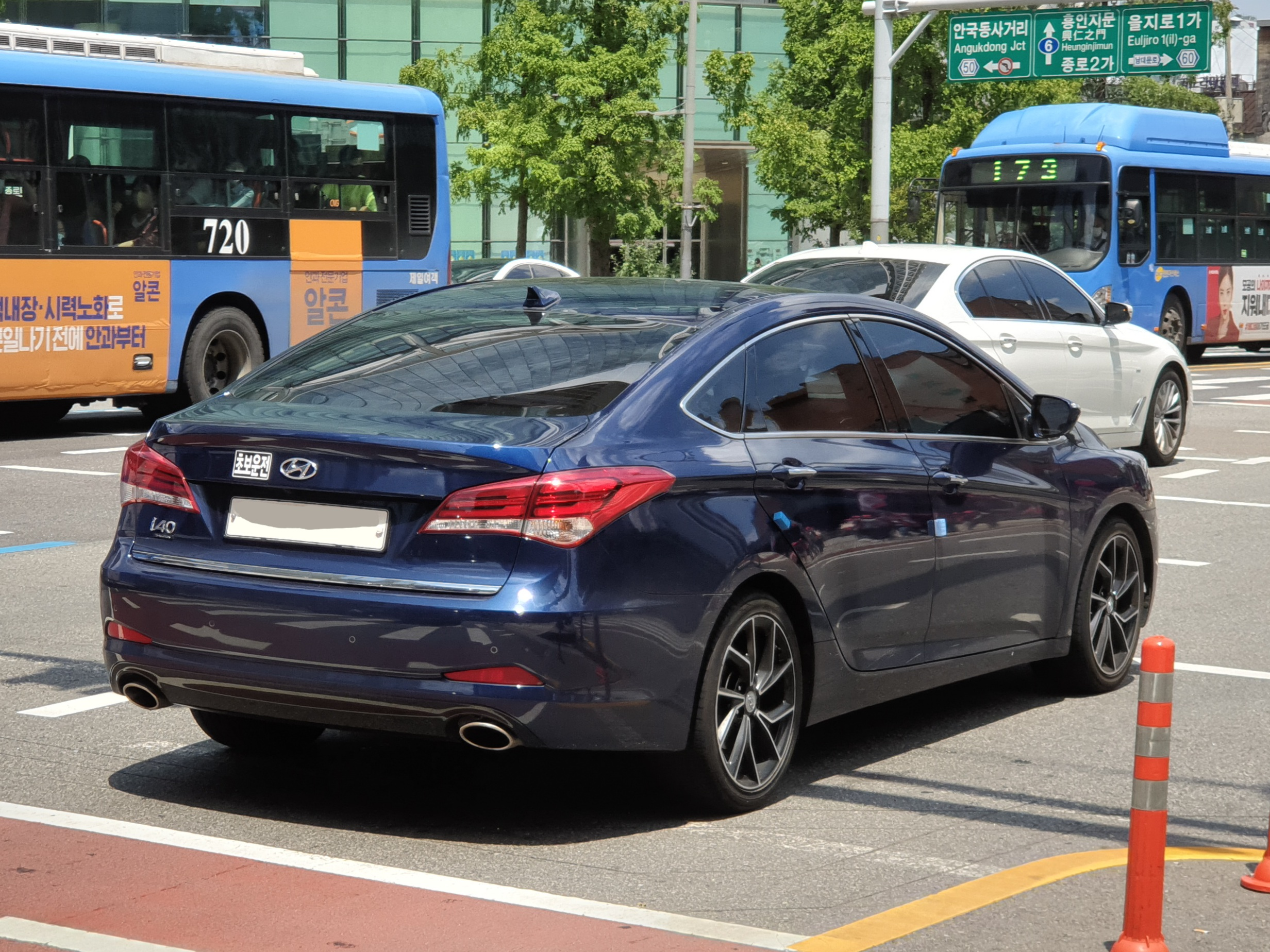
현대 더 뉴 i40 (살룬, 2018년형) 후측면

| 구분                 | 2018 i40 2.0ℓ 누우 GDI                                                  | 2018 i40 살룬 2.0ℓ 누우 GDI                                             |
| -------------------- | ----------------------------------------------------------------------- | ----------------------------------------------------------------------- |
| 전장 (mm)            | 4,820                                                                   | 4,745                                                                   |
| 전폭 (mm)            | 1,815                                                                   | 1,815                                                                   |
| 전고 (mm)            | 1,470                                                                   | 1,470                                                                   |
| 축거 (mm)            | 2,770                                                                   | 2,770                                                                   |
| 윤거 (전, mm)        | 1,591(R16) 1,579(R17/R18)                                               | 1,591(R16) 1,579(R17/R18)                                               |
| 윤거 (후, mm)        | 1,597(R16) 1,585(R17/R18)                                               | 1,597(R16) 1,585(R17/R18)                                               |
| 승차 정원            | 5명                                                                     | 5명                                                                     |
| 변속기               | 자동 6단                                                                | 자동 6단                                                                |
| 서스펜션 (전/후)     | 맥퍼슨 스트럿/멀티 링크                                                 | 맥퍼슨 스트럿/멀티 링크                                                 |
| 구동 형식            | 전륜 구동                                                               | 전륜 구동                                                               |
| 엔진 형식            | G4NC                                                                    | G4NC                                                                    |
| 연료                 | 가솔린                                                                  | 가솔린                                                                  |
| 배기량 (cc)          | 1,999                                                                   | 1,999                                                                   |
| 최고 출력 (ps/rpm)   | 166/6,200                                                               | 166/6,200                                                               |
| 최대 토크 (kg*m/rpm) | 20.9/4,000                                                              | 20.9/4,000                                                              |
| 연료 탱크 용량 (ℓ)   | 70                                                                      | 70                                                                      |
| 요소수 탱크 용량 (ℓ) | -                                                                       | -                                                                       |
| 공차 중량 (kg)       | 1,510(R16)/ 1,530(R17/18)                                               | 1,470(R16)/ 1,490(R17/18)                                               |
| 연비 (km/ℓ)          | 도심 9.5/고속 12.5/복합 10.7(R16)/ 도심 9.3/고속 12.1/복합 10.4(R17/18) | 도심 9.9/고속 13.5/복합 11.3(R16)/ 도심 9.6/고속 12.9/복합 10.9(R17/18) |
| Co2 배출량 (g/km)    | 158(R16)/ 163(R17/18)                                                   | 149(R16)/ 155(R17/18)                                                   |

#### 라인업
| 2018 i40(스테이션 왜건) 2.0 누우 GDI | 2018 i40 살룬(세단) 2.0 누우 GDI |
| ------------------------------------ | -------------------------------- |
| 스마트 프리미엄                      |                                  |

## 역대 슬로건

### 1세대(VF)
- The European Premium (i40)
- 바뀌지 않는 건 i40라는 이름 뿐 (더 뉴 i40)